# Challenger Lugano 2003
Il Challenger Lugano 2003 è stata la quinta edizione di un torneo di tennis facente parte della categoria ATP Challenger Series nell'ambito dell'ATP Challenger Series 2003. Il torneo si è giocato a Lugano in Svizzera dal 16 al 22 giugno 2003 su campi in terra rossa.

## Vincitori

### Singolare
Diego Moyano ha battuto in finale  Álex Calatrava con il punteggio di 6–4, 1–6, 7–6(4)

### Doppio
Joan Balcells /  Juan Albert Viloca hanno battuto in finale  Álex López Morón /  Andrés Schneiter con il punteggio di 6–4, 6–4